# Symphonie espagnole
Symphonie espagnole, cung Rê thứ, Op.21 (tiếng Việt: Giao hưởng Tây Ban Nha) là tác phẩm được nhà soạn nhạc người Pháp Édouard Lalo viết cho violin và dàn nhạc giao hưởng.

## Lịch sử
Tác phẩm được viết vào năm 1874 cho nghệ sĩ vĩ cầm Pablo Sarasate, và được công chiếu lần đầu tại Paris vào ngày 7 tháng 2 năm 1875.
Mặc dù được gọi là "Bản giao hưởng Tây Ban Nha" (xem thêm Sinfonia concertante), nhưng nó vẫn được coi là một bản concerto cho violin của các nhạc sĩ ngày nay. Bản nhạc này có các phong cách Tây Ban Nha xuyên suốt cả tác phẩm, và khởi đầu một thời kỳ mà âm nhạc theo chủ đề Tây Ban Nha trở nên thịnh hành. (Vở opera Carmen của Georges Bizet công chiếu một tháng sau buổi hòa nhạc Symphonie.)
Symphonie espagnole là một trong hai tác phẩm thường được chơi nhất của Lalo, tác phẩm còn lại là Cello Concerto cung Rê thứ.

## Cấu trúc
Tác phẩm có 5 chưong: 
1. Allegro non troppo
2. Scherzando: Allegro molto
3. Intermezzo: Allegretto non troppo
4. Andante
5. Rondo: Allegro

Một buổi biểu diễn điển hình chỉ có thời lượng kéo dài khoảng hơn nửa giờ. Một trong những bản thu ngắn hơn, bản thu âm năm 1967 của nhạc trưởng Eugene Ormandy với Dàn nhạc Philadelphia, với nghệ sĩ violin Isaac Stern, có thời lượng 32 phút 43 giây. Thừong đến giữa thế kỷ XX, các buổi trình diễn tác phẩm thường bỏ qua Intermezzo, thay thế một tác phẩm bốn chương để phản ánh chặt chẽ hơn cấu trúc truyền thống của một bản giao hưởng đơn thuần.

## Ảnh hưởng tới Tchaikovsky
Symphonie espagnole đã có một số ảnh hưởng đến nguồn gốc của bản Concerto của Tchaikovsky. Vào tháng 3 năm 1878, Tchaikovsky đang nghỉ dưỡng tại dinh thự của Nadezhda von Meck tại Clarens, Thụy Sĩ, trong lúc ông hồi tâm sau sự đổ vỡ của cuộc hôn nhân bất hạnh của ông. Người học trò yêu quý của ông (đôi khi được cho là người yêu của ông), nghệ sĩ vĩ cầm Iosif Kotek, từ Berlin đến đã mang cho ông với rất nhiều bản nhạc mới cho đàn vĩ cầm. Bộ sưu tập của ông mang đến bao gồm Symphonie espagnole, mà ông và Tchaikovsky đã chơi qua. Họ cảm thấy rất thích thú. Điều này đã mang lại cho Tchaikovsky ý tưởng viết một bản concerto cho violin của riêng mình, và Iosif Kotek ngay lập tức gác lại công việc hiện tại của mình về một bản sonata cho piano và bắt đầu viết bản nhạc vào ngày 17 tháng 3.  Với sự hỗ trợ trao đổi kỹ thuật của Kotek, tác phẩm đã ngay lập tức được hoàn thành vào ngày 11 tháng 4.